# Final do Campeonato Carioca de Futebol de 2014
A final do Campeonato Guaraviton Carioca de Futebol de 2014 foi decidida entre Flamengo e Vasco da Gama — o "Clássico dos Milhões" — em duas partidas no Maracanã. Foi a primeira final de Campeonato Carioca no Maracanã após as reformas para a Copa do Mundo de 2014.
O Flamengo, por ter vencido a Taça Guanabara (1º turno), jogou por dois empates e sagrou-se campeão após dois empates em 1 a 1, com gol polêmico no segundo jogo.
O Vasco da Gama poderia ter se tornado o primeiro grande do Brasil a ser campeão estadual jogando a Série B do Brasileirão. De qualquer forma, com o vice-campeonato, se igualou o Grêmio de 1992, obtendo melhor desempenho de um clube grande rebaixado, em estadual, na história.

## Estatísticas

### Total de partidas e gols
Geral
|               | Flamengo    | Vasco da Gama |
| ------------- | ----------- | ------------- |
| Vitórias      | 143 (37,5%) | 129 (33,9%)   |
| Empates       | 109 (28,6%) | 109 (28,6%)   |
| Partidas      | 381         | 381           |
| Gols marcados | 505 (50,8%) | 490 (49,2%)   |
| Total de gols | 994         | 994           |

Carioca
|          | Flamengo    | Vasco da Gama |
| -------- | ----------- | ------------- |
| Vitórias | 102 (38,0%) | 89 (33,0%)    |
| Empates  | 78 (29,0%)  | 78 (29,0%)    |
| Partidas | 269         | 269           |

### Títulos em decisões do Carioca
| Decisões | Flamengo | Vasco da Gama |
| -------- | -------- | ------------- |
| 21       | 11       | 10            |
| Último   | 2011     | 2003          |

### Último confronto
| 16 de fevereiro                         | Vasco da Gama      | 1 – 2  | Flamengo                | Maracanã, Rio de Janeiro                               |
| 16:00 Taça Guanabara de 2014, 8ª rodada | Fellipe Bastos 37' | Súmula | Elano 39' · Gabriel 89' | Público: 16 972 Árbitro: RJ Eduardo Cordeiro Guimarães |

| Vasco | Flamengo |

### Último vitória no confronto
Flamengo
| 16 de fevereiro                         | Vasco da Gama      | 1 – 2  | Flamengo                | Maracanã, Rio de Janeiro                               |
| 16:00 Taça Guanabara de 2014, 8ª rodada | Fellipe Bastos 37' | Súmula | Elano 39' · Gabriel 89' | Público: 16 972 Árbitro: RJ Eduardo Cordeiro Guimarães |

Vasco da Gama
| 22 de abril de 2012               | Flamengo                       | 2 – 3 | Vasco da Gama                          | Engenhão, Rio de Janeiro                                    |
| 21:50 Taça Rio de 2012, semifinal | Vágner Love 2' · Kléberson 52' | Fonte | Éder Luís 13' · Felipe 40', 48' (pen.) | Público: 15 911 Árbitro: RJ Marcelo de Lima Henrique (FIFA) |

### Última decisão
1ª partida
| 19 de julho de 2006 | Flamengo               | 2 – 0 | Vasco da Gama | Maracanã, Rio de Janeiro           |
|                     | Obina 14' · Luizão 62' |       |               | Árbitro: RS Leonardo Gaciba (FIFA) |

2ª partida
| 26 de julho de 2006 | Vasco da Gama | 0 – 1 | Flamengo | Maracanã, Rio de Janeiro                |
|                     |               |       | Juan 27' | Árbitro: RS Carlos Eugênio Simon (FIFA) |

Premiação
| Copa do Brasil 2006          |
| Rio de Janeiro               |
| ---------------------------- |
| FLAMENGO Campeão (2º título) |

## Caminho até a final
| Pos | Time     | PG | J  | V  | E | D | GP | GS | SG  |
| --- | -------- | -- | -- | -- | - | - | -- | -- | --- |
| 1   | Flamengo | 38 | 15 | 12 | 2 | 1 | 36 | 16 | +20 |

| Pos | Time          | PG | J  | V | E | D | GP | GS | SG  |
| --- | ------------- | -- | -- | - | - | - | -- | -- | --- |
| 3   | Vasco da Gama | 29 | 15 | 8 | 5 | 2 | 31 | 11 | +20 |

Legenda:      Vitória —      Empate —      Derrota

## Finais

### Primeiro jogo
| 6 de abril | Vasco da Gama | 1 – 1  | Flamengo     | Maracanã, Rio de Janeiro                        |
| 16:00      | Rodrigo 11'   | Súmula | Paulinho 60' | Público: 26 242 Árbitro: RJ Rodrigo Nunes de Sá |

| Vasco da Gama | Flamengo |

| G               | 1  | Martín Silva   |     |          |
| LD              | 2  | André Rocha    |     | 52'      |
| Z               | 21 | Luan           |     |          |
| Z               | 3  | Rodrigo        |     |          |
| LE              | 16 | Marlon         | 71' | 39'      |
| V               | 5  | Guiñazú        |     | 52'      |
| V               | 8  | Pedro Ken      |     |          |
| M               | 10 | Douglas        |     | 54'      |
| A               | 23 | Reginaldo      | 60' |          |
| A               | 17 | Everton Costa  |     | 45', 55' |
| A               | 17 | Edmilson       | 81' |          |
| Reservas:       |    |                |     |          |
| G               | 12 | Diogo Silva    |     |          |
| Z               | 4  | Rafael Vaz     |     |          |
| V               | 14 | Aranda         |     |          |
| V               | 6  | Fellipe Bastos | 60' | 87'      |
| M               | 11 | Montoya        |     |          |
| M               | 31 | Bernardo       | 88' |          |
| A               | 39 | Thalles        | 81' |          |
| Treinador:      |    |                |     |          |
| Adílson Batista |    |                |     |          |

| G                | 1  | Felipe        |     | 26' |
| LD               | 21 | Léo           | 65' | 45' |
| Z                | 4  | Samir         |     | 67' |
| Z                | 14 | Wallace       |     |     |
| LE               | 33 | Frauches      | 56' |     |
| V                | 40 | Amaral        | 46' | 44' |
| V                | 8  | Márcio Araújo |     |     |
| V                | 25 | Luiz Antônio  |     |     |
| M                | 10 | Lucas Mugni   | 45' | 87' |
| A                | 26 | Paulinho      |     |     |
| A                | 19 | Alecsandro    |     |     |
| Reservas:        |    |               |     |     |
| G                | 48 | Paulo Victor  |     |     |
| Z                | 3  | Chicão        |     |     |
| V                | 15 | Muralha       |     |     |
| M                | 22 | Éverton       | 56' | 90' |
| M                | 17 | Gabriel       | 45' |     |
| A                | 11 | Negueba       | 65' |     |
| A                | 29 | Nixon         |     |     |
| Treinador:       |    |               |     |     |
| Jaime de Almeida |    |               |     |     |

### Segundo jogo
| 13 de abril | Flamengo          | 1 – 1  | Vasco da Gama | Maracanã, Rio de Janeiro                             |
| 16:00       | Márcio Araújo 90' | Súmula | Douglas 75'   | Público: 49 139 Árbitro: RJ Marcelo de Lima Henrique |

| Flamengo | Vasco da Gama |

| G                | 1  | Felipe         |     |     |
| LD               | 21 | Léo            |     |     |
| Z                | 3  | Chicão         |     | 59' |
| Z                | 14 | Wallace        |     |     |
| LE               | 27 | André Santos   | 84' | 34' |
| V                | 40 | Amaral         | 67' |     |
| V                | 8  | Márcio Araújo  |     |     |
| V                | 25 | Luiz Antônio   |     | 10' |
| M                | 22 | Éverton        | 65' | 15' |
| A                | 26 | Paulinho       |     |     |
| A                | 19 | Alecsandro     |     | 86' |
| Reservas:        |    |                |     |     |
| G                | 48 | Paulo Victor   |     |     |
| Z                | 6  | Frickson Erazo | 65' | 74' |
| V                | 15 | Muralha        |     |     |
| V                | 23 | Feijão         |     |     |
| M                | 10 | Lucas Mugni    |     |     |
| M                | 17 | Gabriel        | 67' |     |
| A                | 29 | Nixon          | 84' |     |
| Treinador:       |    |                |     |     |
| Jaime de Almeida |    |                |     |     |

| G               | 1  | Martín Silva   |     |     |
| LD              | 2  | André Rocha    |     | 59' |
| Z               | 21 | Luan           |     | 13' |
| Z               | 3  | Rodrigo        |     | 35' |
| LE              | 26 | Diego Renan    |     | 10' |
| V               | 5  | Guiñazú        |     | 53' |
| V               | 8  | Pedro Ken      |     |     |
| V               | 6  | Fellipe Bastos | 72' |     |
| M               | 10 | Douglas        |     |     |
| A               | 19 | William Barbio | 56' |     |
| A               | 39 | Thalles        | 79' |     |
| Reservas:       |    |                |     |     |
| G               | 12 | Diogo Silva    |     |     |
| Z               | 28 | Jomar          |     |     |
| LE              | 16 | Marlon         |     |     |
| V               | 14 | Aranda         | 79' |     |
| M               | 11 | Montoya        |     |     |
| M               | 31 | Bernardo       | 72' |     |
| A               | 23 | Reginaldo      | 56' |     |
| Treinador:      |    |                |     |     |
| Adílson Batista |    |                |     |     |

Flamengo vence com gols fora de casa.

## Premiação
| Campeonato Carioca de 2014     |
| Rio de Janeiro                 |
| ------------------------------ |
| FLAMENGO Campeão (33.º título) |